# Kafakbeka
Kafakbeka is een bestuurslaag in het regentschap Alor van de provincie Oost-Nusa Tenggara, Indonesië. Kafakbeka telt 301 inwoners (volkstelling 2010).